# Eetion elia
Eetion elia là một loài bướm ngày thuộc họ Bướm nâu.